# مارولدسوایساخ
مارولدسوایساخ (به آلمانی: Maroldsweisach) یک منطقهٔ مسکونی در آلمان است که در هاسبرگه واقع شده‌است.